# Karl Friedrich Wilhelm Jessen
Karl Friedrich Wilhelm Jessen (15 de setembre de 1821 - 27 de maig de 1889) fou un botànic, algòleg i professor alemany.
L'any 1848, va rebre el seu Ph.D. en Kiel, i més tard va ser docent a Berlín. Des de 1851 a 1877, Jessen va ser professor en el "Col·legi d'Agricultura d'Eldena", a Pomerània.

## Algunes publicacions

### Llibres
- 1848. Prasiolae. Generis algarum monographia.[Enllaç no actiu] Ed. G.H. Ritter. 26 p.
- 1855. Über die Lebensdauer der Gewächse(De la vida útil de les plantes). Ed. K. Leopoldinisch-Carolinische Akademie der Naturforscher. 248 p.
- 1863. Deutschlands gräser und getreidearten zu leichter erkenntniss nach dem wuchse, den blättern, blüthen und früchten zusammengestellt und für die land- und forstwirthschaft nach vorkommen und nutzen ausführlich beschrieben. Ed. T.O. Weigel. 299 p. detalladament[Enllaç no actiu]
- 1864. Botanik der gegenwart und vorzeit in culturhistorischer entwickelung: Ein beitrag zur geschichte der abendländischen völker. Ed. F.A. Brockhaus. 495 p. Va reeditar Sändig, l'any 1978
- georg a. Pritzel, karl friedrich wilhelm Jessen. 1871. Thesaurus literaturae botanicae omnium gentium inde a rerum botanicarum initiis ad nostra usque tempora: Quindecim millia operum recensens. Ed. en 1924 F.A. Brockhaus. 576 p.
- 1879. Deutsche Excursions-Flora: die Pflanzen des deutschen Reichs und Deutsch-Oesterreichs nördlich der Alpen mit Einschluss der Nutzpflanzen und Zierhölzer tabellarisch un geographisch bearbeitet. Ed. P. Cohen. 743 p.
- 1882. Die deutschen Volksnamen der Pflanzen (Els noms de les plantes al poble alemany). V. 2. 241 p. Va reeditar P. Schippers, en 1967.
- 1885. Der lebenden Wesen Ursprung und Fortdauer: nach Glauben und Wissen aller Zeiten sowie nach eigenen Forschungen (Origen i continuïtat dels éssers vius: per la fe i el coneixement de tots els temps i d'acord amb la seva pròpia recerca). Ed. Abenheim'sche Verlags-Buchhandlung. 344 p.

## Honors

### Epònims
- (Arecaceae) Jessenia H.Karst.[1] ex F.Muell. ex Sond.[2] = (Arecaceae) Oenocarpus Mart.[3]